# Преполімер
Преполімер (рос. форполимер, [преполимер], англ. Prepolymer) — полімер чи олігомер, що складається з преполімерних молекул, які містять функційні групи, здатні до реакцій росту або зшивання ланцюгів з утворенням полімерів. Утворюється на початкових стадіях полімеризації.